# Xanthandrus bicinctus
Xanthandrus bicinctus är en tvåvingeart som först beskrevs av de Meijere 1929.  Xanthandrus bicinctus ingår i släktet malblomflugor, och familjen blomflugor. Inga underarter finns listade i Catalogue of Life.